# Эммелика
Эмме́лика, эмме́лия (др.-греч. ἐμμέλεια — «эммелия», от ἐμμελής — внутримелодический, присущий мелосу; в переносном смысле «гармоничный», «стройный») в античной гармонике — совокупность звуков, пригодных для музыки. В отличие от экмелики, эммелические звуки отличаются фиксированной высотой, могут быть измерены и исчислены, и потому составляют предмет науки.

Звучания бывают экмелические и эммелические. Экмелические раздражают наше чувство, [ибо] движутся неравномерно. Как действуют на обоняние зловония, а на зрение — того же рода вещи зримые, так и на слух [экмелика] — всё грубое и неприятное. А эммелические звучания приятные и ровные. <...> Эммелика возникает тогда, когда к движению звучаний присоединится числовое отношение (λόγος). Так и выясняется, что причиной её оказывается разум (λόγος).— Гераклид Понтийский Младший. Введение в музыку

Даже в многолюдных театрах, полных разнородной и невежественной толпы (ἄμουσος ὄχλος), я убедился, насколько естественно во всех нас удовольствие от хорошей мелодии и ритма (ἐμμέλειάν καὶ εὐρυθμίαν). Я видел, как толпа освистала хорошего кифариста с громкой славой за то, что он, не в такт прикоснувшись к одной струне (μίαν χορδὴν ἀσύμφωνον ἔκρουσε), испортил мелодию; то же самое случилось и с одним авлетом (αὐλητὴν), который прекрасно владел своим инструментом, но, дунув не в такт (σομφὸν ἐμπνεύσας) или плохо сжавши губы, дал фальшивую ноту и выбился из мелодии (τὴν καλουμένην ἐκμέλειαν ηὔλησε).— Дионисий Галикарнасский. О соединении слов, 11.
В узком смысле (например, у Птолемея), эммелическими называются музыкальные интервалы у́же кварты (т. е. не-консонансы), которые выражаются сверхчастичными (эпиморными) отношениями, как, например, целый тон 9:8.
Словом «эммелия» у Платона (Nomoi VII, 816b) и Аристоксена (fr.104) обозначается также величавый спокойный танец, принадлежность древнегреческой трагедии. Псевдо-Пселл (трактат «О трагедии») называет эммелией разновидность хоровой песни, сопровождаемой танцем.